# Baorangia
Baorangia — рід грибів родини Boletaceae. Назва вперше опублікована 2015 року.

## Класифікація
До роду Baorangia відносять 4 види:
- Baorangia bicolor
- Baorangia emilei
- Baorangia pseudocalopus
- Baorangia rubelloides